# أدوبي إنديزاين
أدوبي إنديزاين (بالإنجليزية: InDesign)‏ هو برنامج للنشر المكتبي من شركة أدوبي.
ويمكن استخدام هذا البرنامج لتصميم ونشر الكتب والمجلات والمنشورات والملصقات وغيرها من أشكال المطبوعات.
إن  Adobe InDesign  هو برنامج النشر المكتبي والتنضيد التطبيق من إنتاج شركة أدوبي. يمكن استخدامه لإنشاء أعمال مثل الملصقات والنشرات والكتيبات والمجلات والصحف والعروض التقديمية والكتب والكتب الإلكترونية. يمكن لـ InDesign أيضًا نشر محتوى مناسب للأجهزة اللوحية جنبًا إلى جنب مع Adobe Digital Publishing Suite. يعتبر مصممو الجرافيك وفناني الإنتاج المستخدمين الرئيسيين، حيث يقومون بإنشاء وتصميم المنشورات الدورية والملصقات والوسائط المطبوعة. كما يدعم التصدير إلى تنسيقات كتاب النشر الإلكتروني وإس دبليو إف لإنشاء كتب إلكترونية ومنشورات رقمية، بما في ذلك المجلات الرقمية والمحتوى المناسب للاستهلاك على كمبيوتر لوحي. بالإضافة إلى ذلك، يدعم InDesign لغة الترميز القابلة للامتداد، وأوراق الأنماط، وعلامات الترميز الأخرى، مما يجعلها مناسبة لتصدير محتوى النص المميز لاستخدامه في التنسيقات الرقمية الأخرى وعبر الإنترنت. يستخدم معالج النصوص أدوبي إنكوبي نفس محرك التنسيق مثل InDesign.

## الجمهور المستهدف
المصممين وفنانيّ إنتاج الرسوميات والمخرجين الصحفيين هم المستخدمون الأساسيون، حيث يصممون ويصفون صفحات المطبوعات الدورية والملصقات وغيرها.
الوثائق الطويلة تصمم عادة باستخدام برنامج أدوبي فريم ميكر (مثل أدلة الاستخدام) أو برنامج كوارك إكسبريس للكتب والكتالوجات.
برنامج إنديزاين هو منافس مباشر لـكوارك إكسبريس.

## التاريخ
إنديزاين هو البرنامج الذي يخلف برنامج أدوبي بيج ميكر والذي اشترته أدوبي من شركة ألدوس في أواخر 1994، بحلول عام 1998 فقد برنامج بيج ميكر اغلب حصته من سوق المحترفين لحساب البرنامج الغني بالمميزات كوارك برس 3.3 الذي أصدر في عام 1992، والإصدار 4.0 في عام 1996، عرضت كوارك نيتها لشراء أدوبي مع تصفية الشركة المندمجة بيج ميكر لتجنب مشاكل مكافحة الإحتكار، أدوبي رفضت العرض، وبدلا من ذلك استمرت في العمل على كتابة برنامج جديد لتخطيط الصفحات، بدا المشروع من قبل شركة ألدوس وسمي رمزيا شوكسان Shuksan ، ثم لاحقآ سمي K2 ، وأخيرآ أصدر باسم إنديزاين في عام 1999
يقوم برنامج إنديزاين بتصدير الملفات بهيئة بِ دِ إفْ PDF «تنسيق المستند المحمول»، مع دعم متعدد للغات، لقد كان أول برنامج نشر مكتبي يدعم ترميز اليونيكود في معالجة النصوص، ودعم طباعي متقدم مع مجموعة الخطوط نوع أوبن تايب OpenType ، وميزات متقدمة من الشفافية، نماذج تخطيط، والمحاذاة البصرية للهامش، ومنصة للبرمجة باستخدام جافا سكريبت.
الإصدارات الأحدث من البرنامج قدمت تنسيقات جديدة للملفات، وذلك لدعم الميزات الجديدة، خصوصا المطبعية، في إصدار إنديزاين CS ، لم يكن البرنامج متوافق مع الملفات الأحدث، بدلا من ذلك فإن إنديزاين CS2 متوافق مع التنسيقات السابقة (.inx)، والملفات المبنية على تنسيق XML. في أبريل 2005 تم إصدار تحديث إنديزاين 3.1 يمكن به قراءة الملفات المصدرة بصيغة inx ، ملفات إنديزاين الحديثة لاتدعم الإصدارات السابقة قبل CS ، ومع الإصدار إنديزاين CS 5 أستبدلت أدوبي ملف inx بتنسيق IDML ويعني اختصار«لغة توصيف إنديزاين»، وتنسيق XML آخر
قامت شركة ادوبي بتطوير إنديزاين CS3 وكرييتف سويت 3 ليكونا برنامجان عالمي التوافق مع أجهزة إنتل وأجهزة الماك باور بي سي معآ في غضون عام 2007، وبعد سنتين من هذا الجدول الزمني المعلن عام 2005، أعلن الرئيس التنفيذي لشركة أدوبي بروس تشيزن Bruce Chizen «أن ادوبي سوف تكون أول من يقدم مجموعة متكاملة من التطبيقات العالمية»
لقد كان كود إنديزاين CS2 لأجهزة الماك متكامل مع معمارية PPC ، وغير متوافق أصلآ مع أجهزة أبل ذات معالج انتل الجديد، وظهر أن ترقية المنتجات إلى منصة أخرى كانت أكثر صعوبة مما كان متوقعا، في عام 2005 قامت أدوبي بتطوير CS3 ودمجت تطبيقات ماكروميديا بدلآ من إعادة كتابة كود " recompiling " للـ CS2

### إنديزاين وليوبارد
كان لدى برنامج إنديزاين CS3 في البداية مشكلة توافق خطيرة مع ليوبارد (Mac OS X v10.5)، لقد ذكرت أدوبي «إن البرنامج يقوم بعمل إنهاء غير متوقع عند استخدام أمر مكان Place وحفظ Save وحفظ باسم Save As أو عند استخدام أوامر التصدير عن طريق نظام التشغيل أو مربعات حوار الأدوبي، وللأسف لاتوجد حلول لهذه المشاكل المعروفة»، قامت شركة أبل بإصلاح هذه المشاكل مع تحديث النظام OS X 10.5.4 update

### إصدار الخوادم
أصدر في أكتوبر 2005 إنديزاين سيرفر CS2 ، وهو نسخة معدلة من إنديزاين بدون واجهة المستخدم موجهة لمنصات الخوادم العاملة على نظام ويندوز وماكنتوش. هي لا تقدم أي خدمة للتحرير جهة العميل بل فقط للمطورين لخلق حلول خدمة العملاء مع تقنية إضافات إنديزاين plug-in InDesign ، وفي مارس 2007 أعلنت أدوبي برنامج Adobe InDesign CS3 Server رسميا كجزء من عائلة أدوبي إنديزاين.

## الإصدارات
- إنديزاين 1.0 (الاسم الرمزي Shuksanثم K2) أصدر في 31 أغسطس 1999
- إنديزاين J1.0 (الاسم الرمزي Hotaka) الدعم الياباني
- إنديزاين 1.5 (الاسم الرمزي Sherpa) أصدر في أبريل 2001
- إنديزاين 2.0 (الاسم الرمزي Annapurna) أصدر في يناير 2002 قبل أيام فقط من إصداربرنامج كوارك إكسبرس 5، أول نسخة تدعم نظام التشغيل Mac OS X ، مع معدل الشفافية، وتخفيض الظلال
- إنديزاين (3.0) CS (الاسم الرمزي Dragontail) أصدر في أكتوبر 2003
- إنديزاين (4.0) CS2 (الاسم الرمزي Firedrake) وزع في مايو 2005
- إنديزاين Server (الاسم الرمزي Bishop) أصدر في أكتوبر 2005
- إنديزاين (5.0) CS3 (الاسم الرمزي Cobalt) أصدر في أبريل 2007، أول دعم لأجهزة ماكنتوش المنتجة بمعالجات أنتل، التعابير النمطية، نماذج جدولة، واجهة جديدة.
- إنديزاين CS3 Server (الاسم الرمزي Xenon) أصدر في مايو 2007
- إنديزاين (6.0) CS4 (الاسم الرمزي Basil) أصدر في 23 سبتمبر وشحن في أكتوبر 2008
- إنديزاين CS4 Server (الاسم الرمزي Thyme) أصدر في 23 سبتمبر 2008
- إنديزاين (7.0) CS5 (الاسم الرمزي Rocket) أصدر في أبريل 2010
- إنديزاين (7.5) CS5.5 (الاسم الرمزي Odin) أصدر في أبريل 2011
- إنديزاين (8.0) CS6 (الاسم الرمزي Athos) أصدر في 23 أبريل 2012
- إنديزاين (9.2) CC (الاسم الرمزي Citius) أصدر في 15 يناير 2014
- إنديزاين (10) CC 2014 أصدر في 18 يونيو 2014
- إنديزاين (11) CC 2015 أصدر في 18 نوفمبر 2015

## التدويل والتعريب
تأتي إصدارات الشرق الأوسط من InDesign بإعدادات خاصة لتخطيط النص باللغة العربية أو النص العبرية. ميزة:
- 'إعدادات النص' : إعدادات خاصة لتخطيط النص العربي أو العبري، مثل:
- # القدرة على استخدام أرقام العربية، الفارسية أو الهندية؛
- # استخدم كشيدة لتباعد الأحرف والتبرير الكامل؛
- # ضمد خيار؛
- # ضبط موضع التشكيل، مثل حروف العلة في النص العربي؛
- # Justify text بثلاث طرق ممكنة: قياسي، عربي، النسخ [بحاجة لشرح]؛
- # خيار إدخال أحرف خاصة، بما في ذلك جريش، جرشايم، مقاف للعبرية وكشيدة للنصوص العربية؛
- # تطبيق الأنماط القياسية أو العربية أو العبرية لترقيم الصفحات والفقرات والحواشي السفلية.
- 'انسياب نص ثنائي الاتجاه' : تنطبق فكرة السلوك من اليمين إلى اليسار على عدة كائنات: القصة والفقرة والحرف والجدول. يسمح بمزج الكلمات والفقرات والقصص النصية من اليمين إلى اليسار ومن اليسار إلى اليمين في المستند. من الممكن تغيير اتجاه الأحرف المحايدة (على سبيل المثال / أو؟) وفقًا للغة لوحة مفاتيح المستخدم.[7] *  'جدول المحتويات' : يوفر مجموعة من عناوين جدول المحتويات، واحدة لكل لغة مدعومة. هذا الجدول مرتبة حسب اللغة المختارة. تتيح إصدارات الشرق الأوسط من InDesign CS4 للمستخدمين اختيار لغة عنوان الفهرس والمراجع التبادلية.
- "" الفهارس "": يسمح بإنشاء فهرس بسيط للكلمات الرئيسية أو فهرس أكثر تفصيلاً إلى حد ما للمعلومات الموجودة في النص باستخدام أكواد الفهرسة المضمنة. على عكس البرامج الأكثر تعقيدًا، فإن InDesign غير قادر على إدراج معلومات نمط الحرف كجزء من إدخال الفهرس (على سبيل المثال، عند فهرسة عناوين كتاب أو مجلة أو فيلم). المؤشرات محدودة بأربعة مستويات (أعلى مستوى وثلاثة مستويات فرعية). مثل جداول المحتويات، يمكن فرز المؤشرات وفقًا للغة المحددة.
- 'استيراد وتصدير' : يمكن استيراد ملفات QuarkXPress حتى الإصدار 4.1 (1999)، حتى باستخدام خطوط Arabic XT أو Arabic Phonyx أو خطوط XPressWay العبرية، مع الاحتفاظ بالتخطيط والمحتوى. يتضمن 50 مرشح استيراد / تصدير، بما في ذلك عامل تصفية استيراد مايكروسوفت وورد 97-98-2000 ومرشح استيراد نص عادي. يقوم بتصدير ملفات IDML التي يمكن قراءتها بواسطة QuarkXPress 2017.
- "" التخطيط العكسي "": قم بتضمين ميزة التخطيط العكسي لعكس تخطيط المستند، عند تحويل مستند من اليسار إلى اليمين إلى مستند من اليمين إلى اليسار أو العكس.
- "" عرض النص المركب "": يدعم InDesign ترميز الأحرف يونيكود، مع إصدارات الشرق الأوسط التي تدعم تخطيط النص المعقد للأنواع العربية والعبرية للنصوص المعقدة. يتوفر الدعم الأساسي للغة العربية والعبرية في الإصدارات الغربية من InDesign CS4 و CS5 و CS5.5 و CS6 ، لكن واجهة المستخدم غير مكشوفة، لذلك يصعب الوصول إليها.

## مجموعات المستخدمين
أنتج InDesign 86 مجموعة مستخدمين في 36 دولة بإجمالي عضوية يزيد عن 51000.